# Мишталь, Ирэна
Ирэ́на Ми́шталь (пол. Irena Misztal, Irena Tamara Misztal, собственное имя — Тамара Петухова, 11. 12.1908 г., Двинск, Российская империя — 21.10.2003 г., Элк, Польша) — польская писательница и поэтесса русского происхождения, педагог, общественный деятель.

## Биография
Тамара Петухова родилась 11 декабря 1908 года в Двинске (сегодня — Даугавпилс, Латвия). После Октябрьской революции вместе с семьёй в 1922 году эмигрировала в Польшу. В Польше Тамара Петухова изменила свою фамилию и стала называться Тамарой Пётух. Во время II мировой войны жила в окрестностях Гродно. Будучи членом Армии крайовой, она занималась в это время подпольной преподавательской деятельностью.
После войны вернулась в Польшу и в 1946 году поселилась в Элке, где стала работать педагогом в начальной школе и педагогическом лицее. В 1953 году получила высшее образование по физике. В 1961 году вышла замуж и взяла фамилию мужа, под которой в дальнейшем издавала свои сочинения. Работая педагогом, одновременно писала стихи и пьесы для местного Дома культуры детей и молодёжи. Организовывала в Элке поэтические вечера.

## Творчество
Первое стихотворение написала на русском языке. В течение многих десятилетий писала только для себя. Первые стихотворения на польском языке опубликовала в возрасте 79 лет. В 1987 году её первые стихотворения были опубликованы в газетах «Kurier Podlaski» и «Krajobrazy». Выпустила несколько поэтических сборников, пятитомник своих воспоминаний.

## Сочинения
- Rymy mojego życia (Рифмы моей жизни) — сборник стихотворений, 1988 г.;
- Spóźnione akordy (Опоздавшие аккорды) — сборник стихотворений, 1990 г.;
- Ostatnie echa (Последнее эхо) — сборник стихотворений, 1993 г.;
- Okruchy życia (Крошки жизни) — воспоминания, 1993 г.;
- Jej powrót (Её возвращение) — сборник повестей, 1997 г.;
- W ogrodzie jesiennym (В осеннем саду) — сборник стихотворений, 1999 г.;
- Takie sobie dzieje — воспоминания в 5 томах, 1999—2002 гг.

## Память
- с 2005 года в Элке ежегодно проходит литературный конкурс имени Ирены Мишталь под названием «Просто из сердца».

## Награды
- Золотой Крест заслуги;
- Кавалерский крест Ордена Возрождения Польши.